# Ф
Ф, ф («еф») — літера кириличної абетки, яка слугує для позначення глухого губно-зубного (лабіодентального) фрикативного звука [f]. Є в усіх абетках, створених на слов'яно-кириличній графічній основі. За формою накреслення — видозмінена кирилична літера, що походить від грецької. В українській абетці 25-та за ліком.

## Звуки
- [ɸ] (ф) — глухий губно-губний фрикативний
- [f] (ф) — глухий губно-зубний фрикативний

## Ферт
Кирилічна літера «Ф» походить від церковнослов'янської і старослов'янської  «ферт» (церк.-слов. фертъ, староцерк.-слов. фрътъ), яка зазвичай стоїть (стояла) на 22-му місці. Утворена за зразком грецької літери Φ φ («фі»). У глаголиці мала накреслення   (раніша форма — стоячий прямокутник, перетнутий рискою з кружками на кінцях, схожий на «фіту»). На відміну від більшості глаголичних знаків, форма символу  майже тотожна відповідній грецькій Φ. Порядковий номер у глаголиці — також 22-й, числове значення в обох абетках — 500.
Походження слова «ферт» неясне, найімовірніша версія припускає ономатопеїчний (звуконаслідувальний) характер: за схожістю зі звуком, що видають коні, звук «р» же був введений для полегшення вимови чужого слов'янам звука. Інші версії — від грец. φύρτης («баламут», «бешкетник», «порушник спокою»), від праслов. кореня *vert- («вертіти»), від грец. φερτός («стерпний», «допустимий»), від назви германської руни «перт» (гот. pertra, англос. peorđ).

## Використовування

### У кирилиці
Слов'янські мови практично не мають питомих слів зі звуком [f]. У старослов'янській абетці літера «ферт» слуговала для передавання чужого слов'янським мовам звука у словах грецького і єврейського походження (фелонь, фіникъ, фарисей, серафимъ). У давньоруських землях поряд з «фертом» для позначення цього звука вживали також літеру  «фіта», яку східні слов'яни читали як «ф». Приблизно до XVII ст. (літургійних реформ) різниці в уживанні «ферта» й «фіти» не було, надалі написання узгодили з грецьким («ферт» передавав φ, «фіта» — θ). Протягом Середньовіччя в низці орфографічних шкіл віддавали перевагу тільки одній літері. Так, у новгородських берестяних грамотах XIII ст. «ферт» не вживають зовсім, пишучи замість нього «фіту», у XIV—XV ст. навпаки, пишуть його майже скрізь. У дореформеній і старообрядській традиціях помітна схильність писати «фіту» на початку слів, а «ферт» — посередині.
Надалі «ферт» стали вживати й у словах західноєвропейського походження, передаваючи ним латинську літеру F (у запозиченнях з німецької також V).
Оскільки звук був чужим слов'янам, здавна в чужих словах, запозичуваних до слов'янських мов, замість нього вимовляли інші, дещо подібні, звуки [p] та [x]. Отак, наприклад, в українській грецьке Φιλιππος перетворилось на Пилип, Ευφημιος — на Юхим, Θωμάς — на Хома тощо. Відомі випадки й письмової заміни «ферта» на «покой» (пиникъсъ замість финикъ). Втім, звук [f] присутній у нечислених питомо слов'янських словах у деяких слов'янських мовах. У цьому разі він виник пізніше з інших звуків.
- У македонській мові — з «хв» (напр. сфати («розуміє») — з схватити);
- У польській мові — з «pv» (напр. ufać («довіряти») — з прасл. *upъvati);
- У російській мові — з «хв» (напр. Фили (назва одного з районів Москви) — з хвили («хире місце»));
- У сербській мові — з «пв/pv» (напр. уфати («сподіватись») — з *upъvati);
- В українській мові — з «хв» (діал. фіст — з хвіст, фатити — з хватити, форост — з хворост), ця особливість відмічається у прикарпатських діалектах[5].

Також питомо слов'янськими словами з «ф» є звуконаслідувальні дієслова «фукати», «фуркати» тощо.

### В українській абетці
Наразі літеру ф вживають здебільшого в іншомовних словах, передаючи нею φ у грецизмах, f і ph у словах з латини і західноєвропейських мов (з німецької — також v), та позначаючи нею схожі звуки у запозиченнях з інших мов. Після скасування літери ѳ («фіти») в цивільному шрифті літерою «ф» передають і «θ» у словах грецького походження, запозичених через старослов'янську. Якщо грецьке слово потрапило до української через латину або західноєвропейські мови, у цьому разі на місці «θ» пишуть «т». Наприклад, «орфографія» (ὀρθογραφία), але «ортопедія» (ὀρθοπαιδεία через лат. orthopedia), «Федір» (Θεόδωρος), але «теологія» (θεολογία через theologia), «кафолічність»(καθολικότης), але «католицизм» (catholicismus з καθολικισμός) тощо. Проте, існують проєкти українського правопису, що приписують ставити у грецьких словах «т» на місці «θ», незалежно від шляху запозичення («Харківський правопис»). Також немає однозначної думки й щодо передавання кирилицею грецизмів з літерами β і η.
Український правопис 2019 року, що набрав чинности 30 травня 2019 і діє до сьогодні (від 3 червня 2019 рекомендований МОН до застосування в усіх сферах суспільного життя) пропонує вживати у грецизмах на місці «θ» літеру «т», але у деяких словах поряд із «т» дозволяється за традицією паралельно і рівноправно вживати букву «ф».

## Звукове відтворювання літери Ф в українській мові
З усіх українських літер тільки Ф позначає звук, чужий для більшості українських говірок — шумний щілинний глухий губно-зубний приголосний звук, який може бути твердий (ліфт, міф, фаза) і напівпом'якшений — перед і (фінік, фірма). В окремих степових говірках зустрічається вживання «ф» замість «хв» в питомих українських словах (фали́ти, фіст тощо).
У передмові до Грінченкового «Словаря української мови» зазначено:

| «Коли вже більшість українців вимовляє звук ф як хв (перед голосною, крім у) чи х (перед приголосною та перед у), ми, укладаючи словник на літеру ф, помістили в нього тільки ті слова, що для них у наших матеріалах не було дубліката зі хв чи х...» Оригінальний текст (рос.) «Въ виду того, что звукъ ф у большинства украинскаго народа выговаривается как хв (передъ гласной, кромѣ у) или х (передъ согласной и передъ у), мы, составляя словарь на букву ф, помѣстили въ него лишь тѣ слова, для которыхъ въ нашихъ матеріалахъ не нашлось дубликата съ хв или х...» |
Списку слів на літеру Ф у тому ж таки словнику передує зауваження: «Слова, що починаються з літери ф і не містяться далі, див. на літеру х, при чому ф=хв, а іноді х.» Інакше кажучи, Б. Грінченко свідчить, що літера ф позначає не осібний звук, а звукосполучення хв, а іноді звук х.
Звук [f] можна почути від людей, що на їхній вимові позначились російські чи польські вимовні навички. У російській та польській мовах звук [f] розвинувся природно, через оглушення звука [v] перед глухими приголосними та наприкінці слів, а в польській мові ще й після глухих приголосних: правка [prafka], лев [lʲef], twój [tfuj], wstrząs [fstʂɔ̃s].
А от українська літера В позначає в зразковій вимові не губно-зубний польський та російський [v], а губно-губний [w]. Підручники та довідники з української мови засвідчують двогубність цього українського звука. Як і будь-який український дзвінкий приголосний, він не оглушується перед глухими приголосними та наприкінці слів. У цих випадках його вимовляється як нескладовий у: лев [lɛu̯], зовсім [zɔu̯sʲim].
Від 15-го століття українці стали заступати [f] на звукосполучення [xw] (нім. Pforte > пол. forta > укр. хвіртка), що спрощується до [x] перед приголосними та губними голосними звуками (пол. futro > укр. хутро, пол. fura > укр. хура).
Український мовознавець Юрій Шевельов стверджував, що «низька соціяльна оцінка двозвука хв освіченими колами спершу постала в контактах з мовами польською, німецькою й латиною, але в новітні часи її посилили і остаточно ствердили контакти з російською мовою (в якій звук ф „природний“ тому, що там він розвинувся і у власних словах у процесі нормального фонетичного розвитку й набув фонемного статусу)». З іншого боку, в західноукраїнських говірках звук [f] часто — звичайна річ.
Чимало носіїв української мови використовують у мовленні [x(w)] замість [f]. Проте такий ужиток дістає від багатьох принизливу оцінку. Імовірно, тут дається взнаки те, що дуже великою мірою зросійщені жителі міст опановують українську мову не через живе мовлення, а через книжки (підручники, посібники та словники).
Найменш уживаною літерою української абетки є літера ф. В українській мові звук, що позначається цією літерою, зустрічається у небагатьох запозичених словах.

## Цікаві факти
- Звук [f] відсутній у деяких мовах, наприклад, у тагальській і японській (в останній його замінює схожий звук ɸ). Наприклад, Франція тагальською буде Pransya, а в японській вимові нідерландське koffie [kɔfi] перетворилось на kohi. У деяких інших мовах [f] у запозиченнях замінють на [p]: слово «Франція» литовською  буде Prancūzija, а малайсько-індонезійською — Perancis.
- Від старої назви літери походить вираз «стояти фертом» — тобто взявшись руками в боки, зробившись схожим на Ф. Звідси також й вислів «ходити фертом», тобто мати молодецький, самовдоволений вигляд. Відоме вживання слів «ферт» і «фертик» у значенні «самовдоволена, розв'язна людина», «франт», «джиґун», «жевжик»[10].
- Слово «ахінея» прийшло з жаргону семінаристів і пов'язане з назвою міста Афіни, котру слов'яни часто вимовляли як «Ахіни». Відома за часів Античності афінська («ахінейська») філософія багатьом здавалась надто заплутаною і темною, отже, нісенітною[1] (з семінаристського мовлення походить і застаріле ярунда, рос. ерунда («нісенітниця», «ахінея») — від лат. gerundium «герундій»)[11].

## Таблиця кодів
| Кодування    | Регістр | Десятковий код | 16-ковий ковий код | Вісімковий код | Двійковий код     |
| ------------ | ------- | -------------- | ------------------ | -------------- | ----------------- |
| Юнікод       | Велика  | 1060           | 0424               | 002044         | 00000100 00100100 |
| Юнікод       | Мала    | 1092           | 0444               | 002104         | 00000100 01000100 |
| ISO 8859-5   | Велика  | 196            | C4                 | 304            | 11000100          |
| ISO 8859-5   | Мала    | 228            | E4                 | 344            | 11100100          |
| KOI 8        | Велика  | 230            | E6                 | 346            | 11100110          |
| KOI 8        | Мала    | 198            | C6                 | 306            | 11000110          |
| Windows 1251 | Велика  | 212            | D4                 | 324            | 11010100          |
| Windows 1251 | Мала    | 244            | F4                 | 364            | 11110100          |